# 백혜선
백혜선(1965년 6월 20일 -)은 대한민국의 피아니스트이다.

## 생애
경상북도 대구시에서 태어났으며 서울 예원학교 2학년 때에 미국으로 건너가 뉴잉글랜드음악원에서 러셀 셔먼 교수와 그의 부인 변화경 교수에게 피아노를 배웠다.
1991년, 세계 3대 음악 콩쿠르 중 하나인 퀸 엘리자베스 국제 콩쿠르에서 은상을 수상했다.
1989년 미국 윌리엄 카펠 국제 콩쿠르에  1위에 입상했다. 입상 직후에 뉴욕 링컨센터에서 가진 독주회에서는 전석 매진을 기록하며 세계무대 데뷔를 화려하게 장식했다.
1990년, 헬렌 하트 국제 콩쿠르에 2위위에 입상했고, 같은해 영국 리즈 국제 콩쿠르에 입상하여 세계 음악계의 주목을 받았다.
1994년 6월, 차이코프스키 국제 콩쿠르 피아노 부문에서 1위없는 3위에 입상하며 세계 음악계에서 다시 주목을 받았다. 당시 그녀는 한국 국적을 가진 차이코프스키 국제 콩쿠르 최초의 입상자라는 기록을 함께 남겼다. 입상직후 그녀는 서울대 사상 최연소 교수로 임명되었으나 곧바로 휴직하고 1995년부터 2년간 이탈리아 코모호의 국제음악재단이 제공하는 연구 프로그램에 최초의 여성 피아니스트로 선정되어 세계적인 대가인 피아니스트 머레이 프라이어, 알렉시스 바이젠버그, 레온 프레이셔, 후쫑, 디미트리 바쉬키레프, 로잘린 투렉 등의 지도와 수많은 연주회를 통해 더욱 성숙한 피아니스트로 성장했다.
1996년, 한국 출신의 음악가로는 네번째, 피아니스트 가운데선 첫번째로 세계 메이저 음반사인 EMI와 전속계약을 맺어 화제가 되었다.
1998년, 멘델스존의 "무언가" 등을 수록한 첫번째 음반 "데뷔"블 발매했다.
1999년, 소품 모음집 "사랑의 인사-즉흥과 변주"를 발매했다.
2002년, 일본 사이타마현 문화예술재단에 의해 현존하는 세계 100대 피아니스트로 선정되었다.
2003년, 리스트의 작품들로만 구성한 음반, "혜선 백 플레이즈 리스트-사랑의 꿈"을 발매했다.
2008년, 미국의 브리지 레이블로 첼리스트 로렌스 레서와 함께 베토벤의 첼로 소나타 전곡 음반을 발매했다.
2018년부터 3년 동안 롯데콘서트홀에서 "백혜선의 베토벤"으로 베토벤 소나타 전곡 및 피아노 협주곡 전곡 연주 프로젝트를 가졌다.
2020년, 대구콘서트하우스와 대구시향 초청 "2020 시민들을 위한 대구 힐링음악회"로 코로나로 지친 시민들을 위로하며 호평을 받았다. 같은해에 KBS교향악단과 함께 특별연주회를 가졌다.
2021년, 아트센터인천에서  "2021 작곡가 시리즈", 2021년 평창대관령음악제에 초청되어 연주회를 가졌다.
2023년 1월, 피아노 앞에 앉은 50여 년의 세월 동안 얻은 인생 내공을 담은 에세이 "나는 좌절의 스페셜리스트입니다"를 출간했다.